# Francisco Chimoio
Francisco Chimoio, O.F.M.Cap. (Búzi, 6 de dezembro de 1947) é um frei e prelado moçambicano da Igreja Católica, atual Arcebispo emérito de de Maputo.

## Biografia
Nascido em Búzi, emitiu a profissão perpétua na Ordem dos Frades Menores Capuchinhos em 26 de fevereiro de 1978 e foi ordenado padre em 9 de dezembro de 1979.
É licenciado em Missiologia pelo Pontifícia Universidade Antonianum de Roma. Exerceu vários cargos importantes na Ordem dos Frades Menores Capuchinhos: foi Superior da Custódia de Bari em Quelimane entre 1980 e 1984; Mestre de Noviços em Quelimane, de 1987 a 1993; Vice-Provincial em Moçambique por dois períodos de três anos (1993-1999). Em 2000 era Mestre de Noviços da sua Ordem em Moçambique.
Em 5 de dezembro de 2000, foi nomeado pelo Papa João Paulo II como bispo de Pemba, sendo consagrado em 25 de fevereiro de 2001, por Dom Jaime Pedro Gonçalves, arcebispo da Beira, coadjuvado por Dom Tomé Makhweliha, S.C.I., arcebispo de Nampula e por Dom Bernardo Filipe Governo, O.F.M. Cap., bispo de Quelimane.
Ficou naquela diocese até 22 de fevereiro de 2003, quando foi elevado pelo Papa João Paulo II a arcebispo metropolitano de Maputo. Entre 2003 e 2004, foi administrador apostólico de Pemba.
Envolveu-se em controvérsia, em 2007, quando afirmou que países desenvolvidos teriam fabricado preservativos infectados pelo HIV para exterminar os africanos. Depois, desmentiu-se, dizendo ter sido mal interpretado. Entre 2015 e 2018, foi o presidente da Conferência Episcopal de Moçambique.
Teve sua renúncia aceita pelo Papa Francisco em 5 de maio de 2023.
Foi o principal sagrante de Elio Giovanni Greselin, S.C.I., de João Carlos Hatoa Nunes e de António Juliasse Ferreira Sandramo.